# Głazotek
Głazotek (Velezia) – rodzaj roślin z rodziny goździkowatych (Caryophyllaceae), wyróżniany w niektórych, zwłaszcza dawniejszych ujęciach – w nowszych zaliczane tu gatunki włączane są do rodzaju goździk Dianthus. W tradycyjnym ujęciu rodzaj obejmował 6 gatunków występujących w obszarze śródziemnomorskim oraz w południowo-zachodniej i centralnej Azji.

## Morfologia
Rośliny jednoroczne. Liście naprzeciwległe, siedzące, połączone u nasady. Blaszka trójżyłkowa, zwykle równowąska, na szczycie zaostrzona. Kwiaty zwykle pojedyncze wyrastają z kątów liści na wzniesionych szypułkach. Rurka kielicha wąskocylindryczna, długości 11–15 mm, 15-żyłkowa. Płatki różowe lub purpurowe, na szczycie całobrzegie lub nieco karbowane. Pręcików pięć. Zalążnia jednokomorowa z dwoma znamionami. Owocem jest wąskocylindryczna torebka zawierająca od 6 do 8 nasion.

## Systematyka
Pozycja systematyczna
W tradycyjnym ujęciu jest to rodzaj należący do rodziny goździkowatych (Caryophyllaceae), rzędu goździkowców (Caryophyllales) w obrębie dwuliściennych właściwych. W obrębie goździkowatych zaliczany do podrodziny Caryophylloideae plemienia Caryophylleae.
Wyodrębnianie tego rodzaju czyni z rodzaju goździk Dianthus takson parafiletyczny, w związku z czym został z nim połączony – gatunki tu zaliczane zostały przeniesione do rodzaju Dianthus.
Wykaz gatunków (tylko nazwy zweryfikowane i zaakceptowane według The Plant List w 2013 roku)
- Velezia quadridentata Sm.
- Velezia rigida L.